# Jean Bouillet de la Chassaigne
Jean Bouillet de la Chassaigne (Chassagne), né le 16 juin 1654, à Paray-le-Monial en France, décédé le 31 janvier 1733 à Montréal, était écuyer, soldat de carrière, et chevalier de Saint-Louis. 

## Biographie
Jean Bouillet est le fils de Gaudefroy Bouillet, et d’Anne Bartaud. Il fait partie du régiment de Navarre en 1672, il devient enseigne, puis lieutenant en 1675. En 1677, il est promu au grade de capitaine au régiment de Condé et obtient, dix ans plus tard, la direction d’une compagnie dans les troupes de la Marine servant au Canada.
Il est commandant au Fort Lachine en 1690, durant l’hiver suivant, il prend part à une poursuite contre les Iroquois. Garde de la marine en 1693, de nouveau capitaine en 1694 et enseigne de vaisseau l’année suivante. Il reçoit la croix de chevalier de Saint-Louis le 7 juillet 1711. Il obtient la lieutenance de roi à Trois-Rivières.
Il participe à l’expédition contre les Iroquois en 1709. Il occupe les postes de major au gouvernement de Québec (1716), lieutenant de roi à Montréal (1720), gouverneur de Trois-Rivières (1726) et gouverneur de Montréal (1730).
Il épouse le 28 octobre 1699, à Montréal, Marie-Anne Le Moyne, fille de Charles LeMoyne de Longueuil. La Chassaigne était considéré comme un bon officier par Callière et Rigaud de Vaudreuil. Jean Bouillet ne laisse aucune descendance et son épouse a terminé sa vie au couvent des Ursulines de Trois-Rivières. Son petit-neveu, Claude Bouillet, viendra au Canada vers 1730 et y laissera une descendance de trois filles et un fils.